# Episema teriolensis
Episema teriolensis är en fjärilsart som beskrevs av Hartig 1924. Episema teriolensis ingår i släktet Episema och familjen nattflyn. Inga underarter finns listade i Catalogue of Life.